# Hellboy: Conqueror Worm
Hellboy: Conqueror Worm é uma revista em quadrinhos norte-americana criada por Mike Mignola e publicada pela editora Dark Horse Comics. O personagem principal é o super-herói Hellboy. A revista conquistou o prêmio Eisner Award de "Melhor Série Limitada". 
Foi inspirado no poema de mesmo nome de Edgar Allan Poe.